# Taharana schonhorsti
Taharana schonhorsti är en insektsart som beskrevs av Nielson 1982. Taharana schonhorsti ingår i släktet Taharana och familjen dvärgstritar. Inga underarter finns listade i Catalogue of Life.